# オスマル・フェレイラ
オスマル・ダニエル・マレボ・フェレイラ（Osmar Daniel Malevo Ferreyra、1983年1月9日 - ）は、アルゼンチン・エントレ・リオス州バサビルバソ出身の元サッカー選手。ポジションはFWまたはMF。